# ميسون أسدي
ميسون أسدي (1963-2023) هي كاتبة وأديبة فلسطينية من مواليد قرية دير الأسد الجليل الأعلى وتوفيت في حيفا، عملت في الصحافة ولها عدّة مؤلفات أدبية.

## حياتها
ولدت ميسون أسدي في قرية دير الأسد في الجليل الأعلى عام 1963 ودرست المرحلة الثانوية في مدرسة الرامة، وتخرجت منها عام 1981، ونالت درجة البكالوريوس عام 1984 في موضوعي التاريخ والتربية، وفي عام 1992 حصلت على دبلوم في الصحافة المكتوبة من جامعة تل- أبيب، وفي عام 1994 بدأت العمل بجريدة الاتحاد، وفي عام 1997 نالت درجة بكالوريوس بالعمل الاجتماعي من جامعة حيفا، وتملك شهادة عليا في الإعلام من «جامعة كلارك» الأمريكية. وهي أم ومتزوجة من الفنان أسامة مصري، ولهما ابنان.
توفيت في حيفا في 29 يونيو/حزيران عام 2023 بسبب مرض عضال.

## مؤلفات
لها العديد من الكتب والمؤلفات منها:
- «كلام غير مباح» - 2008، مجموعة قصصية
- «لملم حريم» - 2012، مجموعة قصصية
- «الحب كافر» - 2013، مجموعة قصصية

ولها كتب في أدب الأطفال منها:
- «بيت بيوت»، 2008
- «هل الأولاد يعرفون؟»
- «أبي لم يمت»
- «نحن نحب الشمس»
- «شحنة الأمل»

## جوائز
نالت جائزة العودة عن قصتها «بيت بيوت»، 2008، كما نالت جائزة المرأة العربية في يافا عام 2010، وحازت جائزة عن قصتها «شحنة الأمل» التي تحكي قصّة اللجوء الفلسطيني. وحازت عام 2023 جائزة منف للآداب العربية.